# Ligne S7 du RER bruxellois
Pour les articles homonymes, voir S7.
La ligne S7 du RER bruxellois, plus simplement nommée S7, est une ligne de train de l'offre ferroviaire suburbaine à Bruxelles, composante du projet Réseau express régional bruxellois, elle contourne le centre de Bruxelles sur un axe Sud-Nord : Hal - Merode - Vilvorde.
Elle emprunte les infrastructures de la ligne 26 (Hal - Vilvorde).

## Histoire
La ligne S7 fait partie de l'offre ferroviaire S de Bruxelles lancée le 13 décembre 2015,.
Elle permet la desserte de la ligne 26 sur toute sa longueur. Avant 2021, elle desservait aussi la ligne 27B qui contourne Malines via Hofstade et Weerde.
Depuis 2021, elle ne dessert plus Malines et a son terminus à Vilvorde. La desserte vers Malines et Hofstade étant assurée à la place par la ligne S4 du RER bruxellois.
Elle est actuellement exploitée au rythme d’un train par heure, uniquement en semaine, et est en grande partie parallèle avec la ligne S5 du RER bruxellois.
Entre le 4 septembre 2023 et le 28 avril 2024, la mise à simple voie de la ligne 26 entre Etterbeek et la bifurcation de Moensberg entraîne un changement du parcours et des horaires des trains S7, lesquels sont prolongés d'une part vers Malines et, de l'autre, déviés après la gare de Delta en desservant les gares d'Etterbeek et Bruxelles-Luxembourg, ; les rames repartent comme trains S9 vers Landen et vice-versa. La desserte du point d'arrêt « Arcades » s'effectue au moyen des trains S5 restants.

## Liste des gares

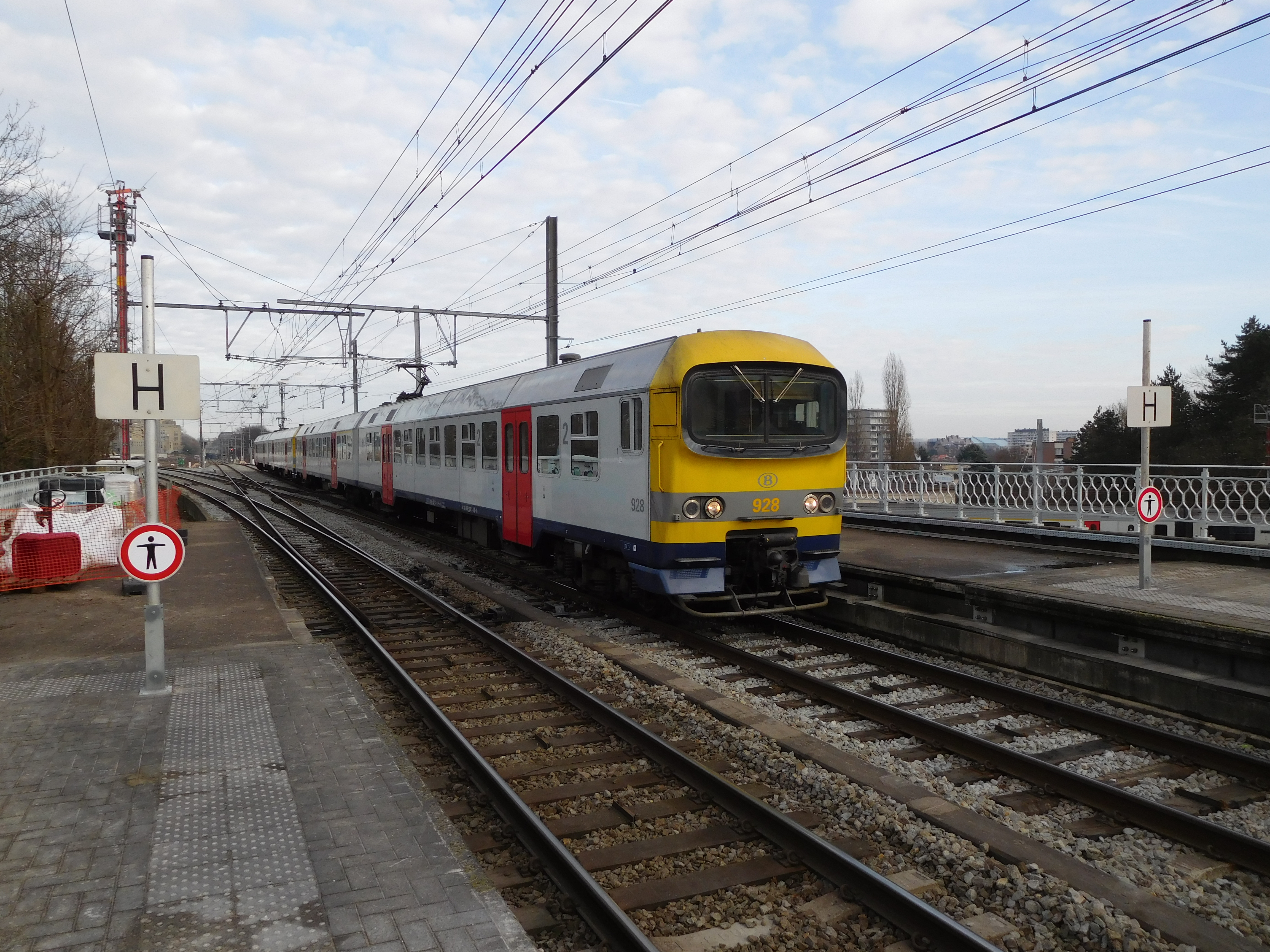
Un train de la ligne S7 s'apprête à marquer l'arrêt à la station Arcades.

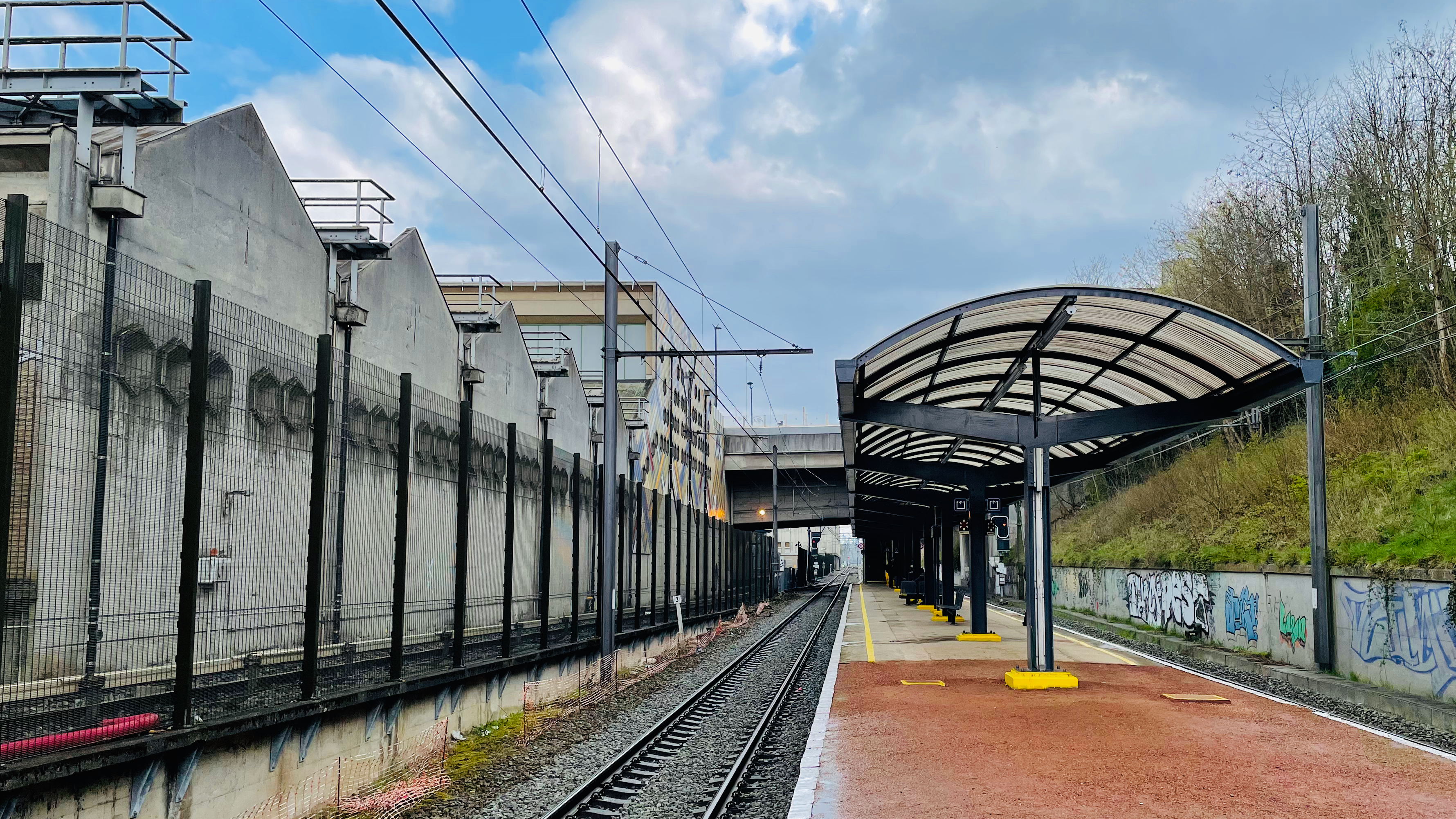
Delta.

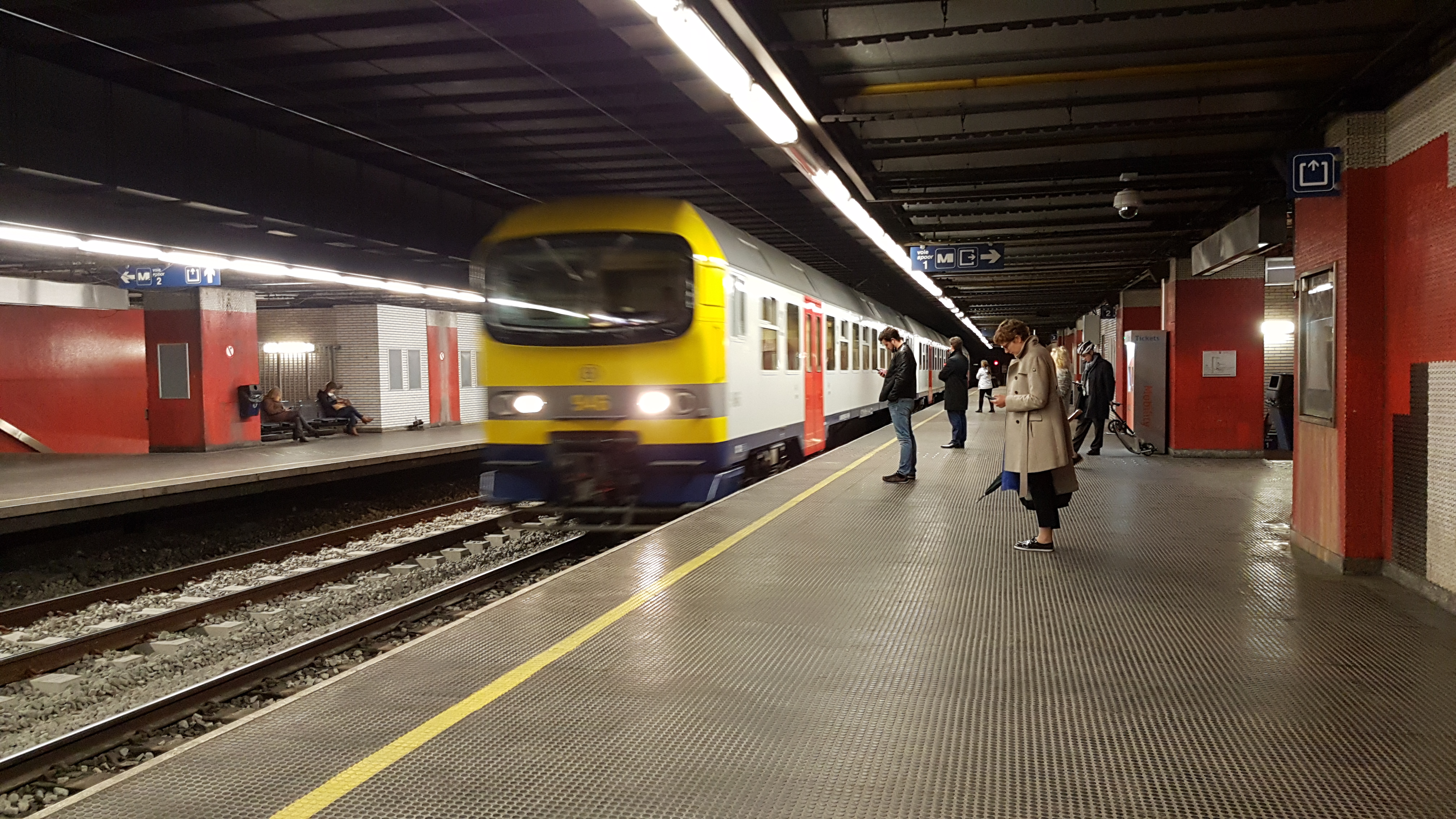
Merode.

La desserte de la ligne S7 comporte les gares suivantes :
- Hal
- Huizingen
- Beersel
- Moensberg
- Saint-Job
- Vivier d’Oie
- Boondael
- Arcades
- Delta
- Merode
- Meiser
- Evere
- Bordet
- Haren
- Vilvorde

## Exploitation
Tous les trains sont composés d’automotrices série AM 86 de la SNCB. Les trains sont composés de deux automotrices (soit quatre voitures) ou d'une seule (deux voitures).
Son trajet est parallèle avec la ligne S5 du RER bruxellois qui dessert les mêmes gares, sauf Merode et Delta et Arcades. En revanche, il existe deux points de divergence.
Alors que les trains S5 ainsi que les autres trains qui empruntent la ligne 26 sont déviés entre Boondael et Meiser par la ligne 161 et le tunnel Schuman-Josaphat, la ligne S7 reste, la seule avec la ligne S4 à desservir les gares de Delta et Merode. Arcades, bien que traversé par des trains S5, sert uniquement d'arrêt à la desserte S7.

## Projets
À partir de juin 2025, la SNCB prévoit de modifier le parcours de la ligne S4 qui continuerait vers Ottignies sur la ligne 161, mise à quatre voies. Les trains S7 passeraient alors à une fréquence de deux par heure, compensant la disparition des S4 entre Delta et Malines.